# Новый Симеиз
Новый Симеиз (укр. Новий Сімеїз, крымскотат. Yañı Simeiz) — бывший курортный посёлок в Симеизе, построенный в начале XX века на землях имения Мальцовых; сейчас — исторический центр пгт. В некоторых документах начала XX века фигурировал, как самостоятельный населённый пункт.

## Предыстория: имение Мальцовых
В 1828 году секунд-майор Иван Акимович Мальцов приобрёл у Феодосия Ревелиоти урочища Кокос и Ай-Панда, расположенное возле деревни Симеиз, затем докупил участок у Д. В. Нарышкина, 50 десятин у А. С. Потоцкой, скупал земли у симеизских жителей. Самые крупные приобретения были у местных владельцев: в 1830 году 127 десятин 1484 квадратных саженей у Муслима Умера Оглу и 250 десятин Халила Эип Оглу в 1836 году, в итоге площадь имения составила 567 десятин 600 квадратных саженей. После смерти Ивана Акимовича 8 мая 1853 года во владение землёй вступил Сергей Иванович Мальцов, который построил в 1849 году в имении большой деревянный дом, окружённый со всех сторон стеклянной галереей, известный под названием Хрустальный дворец.
21 декабря 1893 (2 января 1894) года Сергей Иванович Мальцов скончался и в 1894 году владельцами имения стали генерал-майор, шталмейстер, чиновник кодификационного отдела Государственного совета Николай Сергеевич Мальцов, и полковник лейб-гвардии Кавалергардского полка, штаб-офицер для поручений при Императорской главной квартире Иван Сергеевич Мальцов. В имении парк и фруктовый сад занимали 8 десятин, лугов и пахотной земли (виноградники) было 165 десятин, 21 десятину 200 квадратных саженей занимали пастбища и кустарники, 319 десятин леса (всё было оценено в 128820 рублей 80 копеек). Также по описи имения 27 декабря 1893 года имелись два больших 2-х этажных каменных дома по 6—7 комнат на каждом этаже, несколько небольших каменных дач, несколько летних дач по 4 комнаты, летние кухни; отдельно находились контора, гаражи, квартиры садовника, сторожа (в районе современной и автостанции). В восточной части имения находился винзавод, дом винодела, подсобные строения. На винзаводе хранились мускаты, лафиты, траминер, мальвазия, рислинг, пино, кларет, мадера урожая 1886—1893 годов, оцененные в 3500 рублей.
Начало курорту положил ещё Сергей Иванович Мальцов своим Хрустальный дворцом, предназначавшимся для сдачи комнат внаём и открытием во второй половине XIX века на территории парка имения гостиницы на 20 номеров в двух деревянных домах. Кроме неё была построена «хорошо меблированная дача с 10 вместительными комнатами, которая сдается только семейным», также использовались новые, оказавшиеся непригодными для железной дороги, пассажирские вагоны. Первым, в своей книге «Лечебные места южнаго берега Крыма» 1882 года новый курорт прорекламировал врач В. И. Чугин, посвятивший Симеизу отдельную главу.

## Новый Симеиз
К началу XX века, после появления в Ливадии летней царской резиденции, на Южном берегу Крыма начался туристический бум. Крупные землевладельцы решили создать на базе своих имений небольшие курортные городки, так же, особенно учитывая «крушение промышленной империи» и желая укрепить свое финансовое положение, поступили и братья Мальцовы. В 1900 году они решили использовать непригодные для сельского хозяйства поросшие редкими можжевеловыми зарослями каменистые отроги горы Кошка в западной части имения. Местность была безводной, но самой комфортной в климатическом отношении: защищена от ветров скалами и горой Кошка. Для осуществления подготовительных работ, требуемых «Правилами по строительной части для курортных местностей в Ялтинском уезде Таврической губернии», был приглашён уже известный на Южном берегу военный инженер Яков Петрович Семенов. Якову Петровичу было поручено составить план будущего посёлка с межеванием дачных участков, разбивкой улиц и, в дальнейшем воплощать план на местности. В дальнейшем было составлено несколько планов, соответствующих растущему по мере застройки курорту. Специально в посёлок была проложена экипажная дорога с правильным уклоном со Севастопольского шоссе от горы Чан-тепе (ныне в Симеизе — ул. М. Горького). От родников на склонах гор провели водопровод с резервуаром-накопителем объёмом, рассчитанным на 50000 вёдер воды в сутки. В самом посёлке устроены 5,5 вёрст улиц, проложена центральная канализация, заложен парк, включивший гору Панеа, пляж и скалу Дива — на подготовительные работы были вложены огромные средства. Выше парка был устроен «Мальцовский проспект» (ныне, широко известная кипарисовая аллея с копиями древнегреческих статуй — проспект Ленина). Ещё выше по склонам находился сам посёлок.
Первый участок для дачи (под № 60) приобрёл 7 февраля 1902 года Максимилиан Петрович Тихомиров, который, впрочем, так и не построился до самой революции. Вторым 19 мая 1902 года купил участок под № 16 сам Я. П. Семенов и построил первую дачу Нового Симеиза. Участки активно раскупались (оформлением продаж занимался также Я. П. Семенов), число дачников росло и в 1906 году на собрании дачники было создано «Общество по благоустройству поселка». К 1910 году, при активном участии депутата второй Государственной думы Н. Н. Богданова устав общества был написан и представлен на рассмотрение Таврическому губернатору, утвердившему устав в 1912 году. Николай Богданов был избран председателем общества. С 1902 года по 1907 год было реализовано более 10 участков и к 1908 году лучшие земли в Новом Симеизе были проданы: первые дачи были построены между горой Кошка и скалой Панеа, затем был застроен район современных улиц Красномаякская и Нагорная. В январе 1909 года братья Мальцовы решили разделить симеизское имение в примерно равных долях: Николай Сергеевич получил восточную часть, где, в основном находились сельхозугодья, Ивану Сергеевичу досталась западная. Вопросами дальнейшего развития посёлка занимался Иван Сергеевич, как свободный человек (вышел в отставку в чине генерал-майора), а Николай Сергеевич, как шталмейстер, должен был постоянно находиться при дворе. Границей служил овраг с ручьём (восточнее современной гостиницы «Лиго-Морская»).

Первоначальный план застройки имения включал 107 участков преимущественно в западной части. К 1910 году все они были распроданы (правда, дач было построено около 40), количество желающих приобрести землю было ещё много и было решено отдать под застройку виноградники в восточной части имения, расположенные от упомянутого оврага почти до мыса Ай-Панда в начале современного центрального пляжа. Такое решение подстегнуло нашествие филлоксеры, практически уничтожившее виноградники. В общей сложности, к 1913 году в посёлке имелось 167 участков, из которых 78 оставались непроданными. Ещё в 1909 году в Новом Симеизе организовали библиотеку, в 1912 в доме, построенном на средства И. С. Мальцова, открылась почтово-телеграфная станция, было проведено освещение улиц керосиновыми и спирто-калильными фонарями, в юго-западной и восточной частях поселка устроена канализация по сплавной системе. Поддержанием чистоты улиц занималось «Общество по благоустройству поселка». В Новый Симеиз приезжали на отдых до 1500 человек в сезон, при этом собственно гостиниц в посёлке не было: курортники останавливались на владельческих дачах, большинство которых строилась в расчете в том числе и на сдачу внаем (значительное количество дач предлагало полный пансион. В путеводителе Г. Г. Москвича Новому Симеизу посящался отдельный раздел
Новый Симеиз, занимает западную часть имения, возник в 1903 году, продается участками, и разросся в значительное селение с 45 красивыми дачами, расположенными правильным амфитеатром над «Девой» и «Монахом» — оригинальными скалами, живописно ограничивающими прекрасный пляж этого курорта
По Статистическому справочнику Таврической губернии. Ч.II-я. Статистический очерк, выпуск восьмой Ялтинский уезд, 1915 год, в посёлке Новый Симеиз Дерекойской волости Ялтинского уезда, числилось 19 дворов без приписных жителей, но с 735 душами «посторонних» (526 мужчин и 209 женщин). Площадь посёлка учтена в 7,29 десятин, имелись школа, аптека и почтово-телеграфная станция. Всего, до 1920 года, в Новом Симеизе было построено 59 особняков, 7 из которых до наших дней не сохранились.

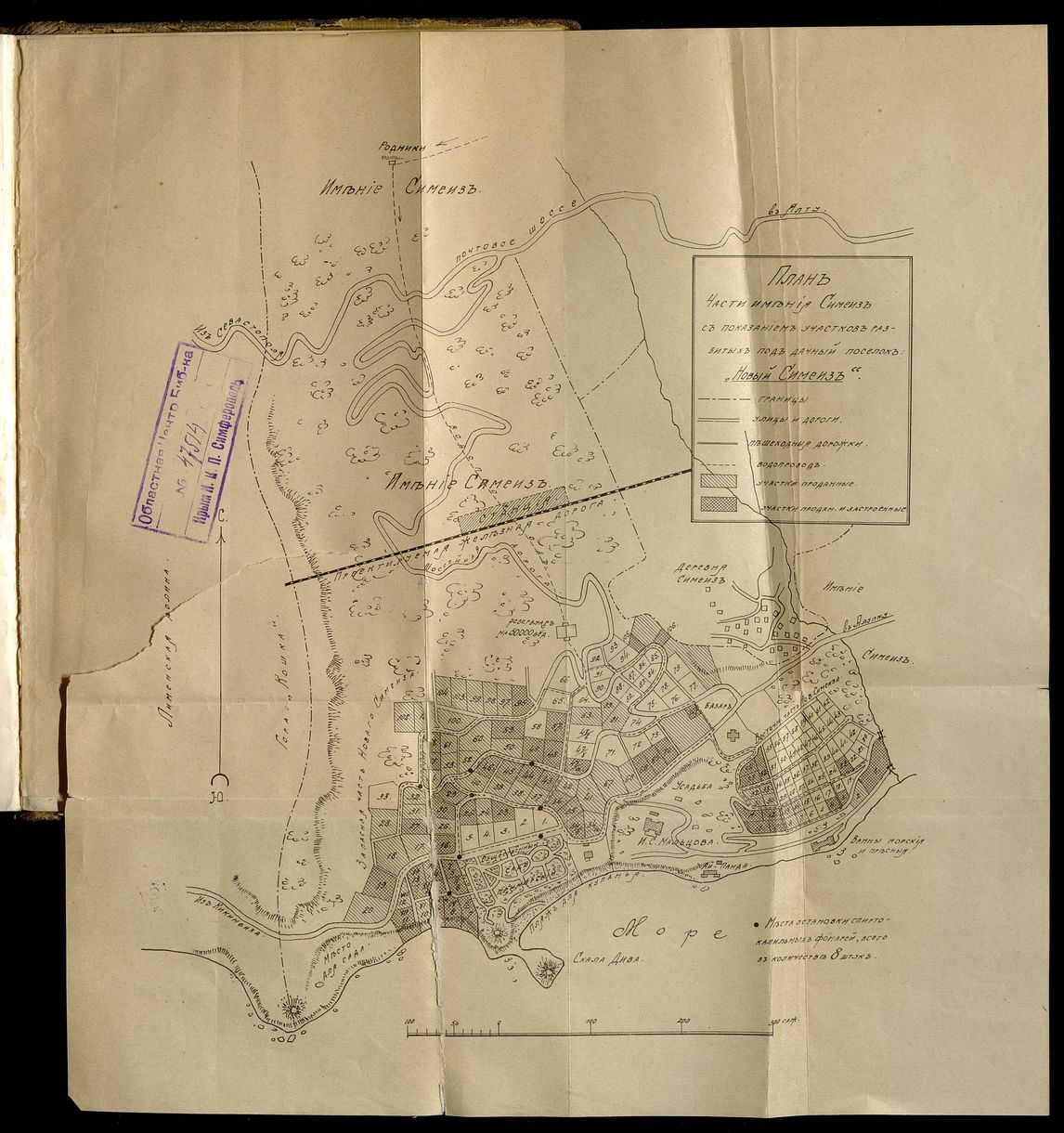
План Нового Симеиза, 1912 г.
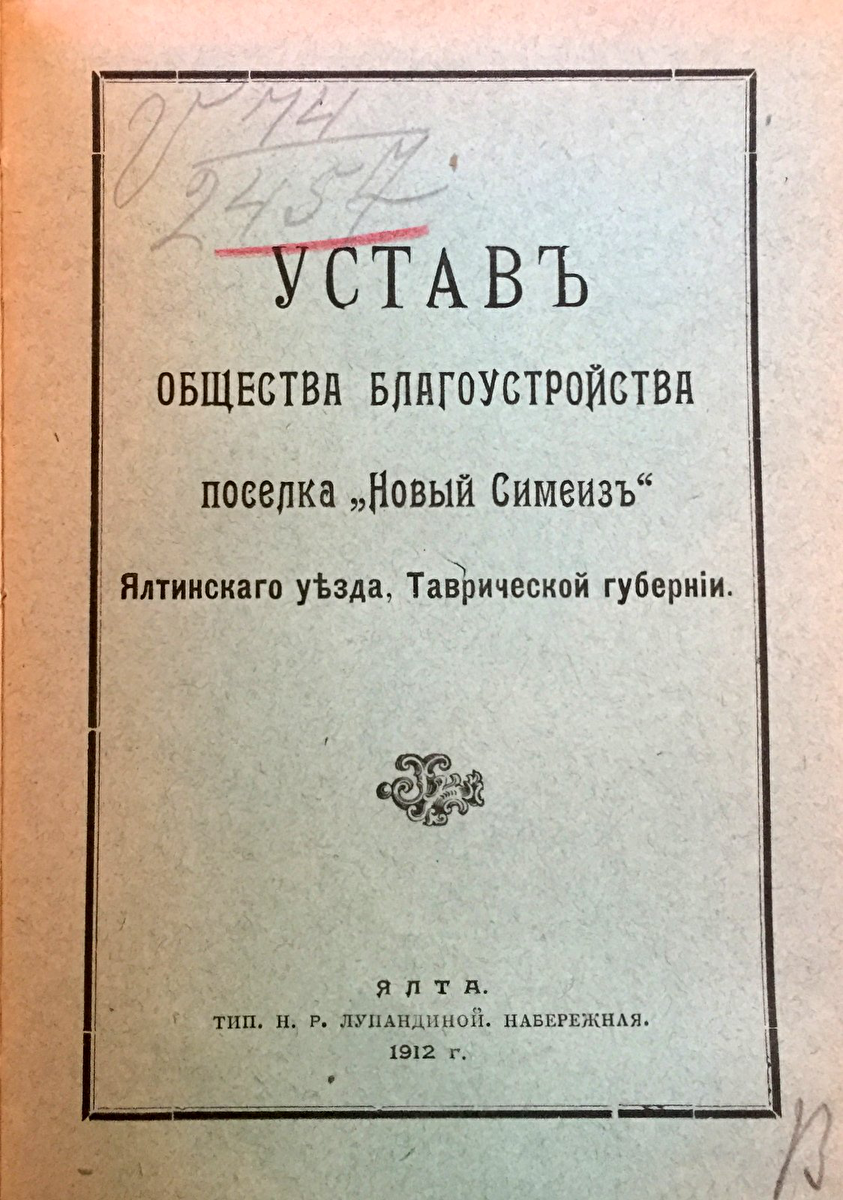
«Устав Общества благоустройства поселка Новый Симеиз», 1912 г.
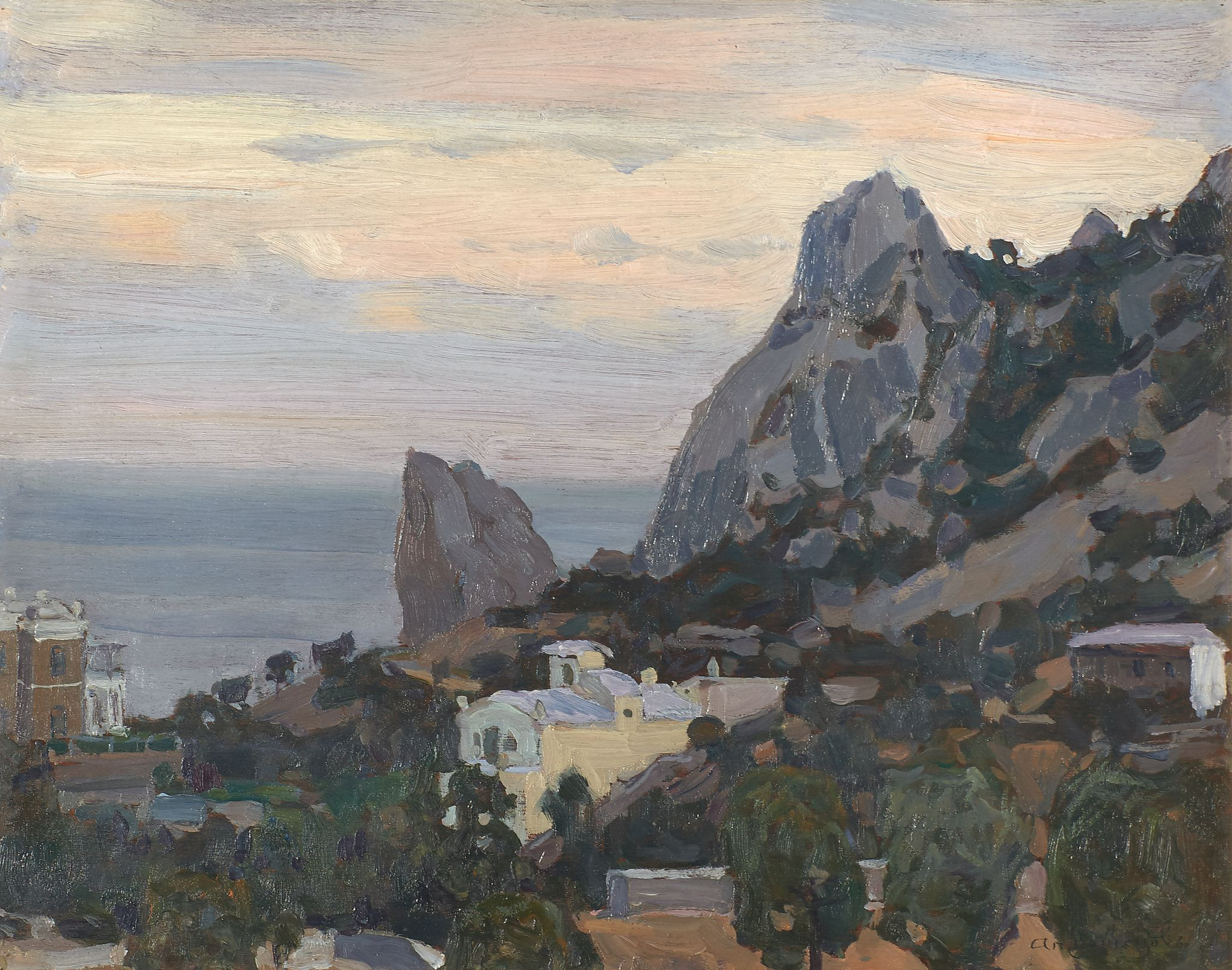
Аполлинарий Васнецов. «Сумерки в Крыму. Новый Симеиз» 1906 г.
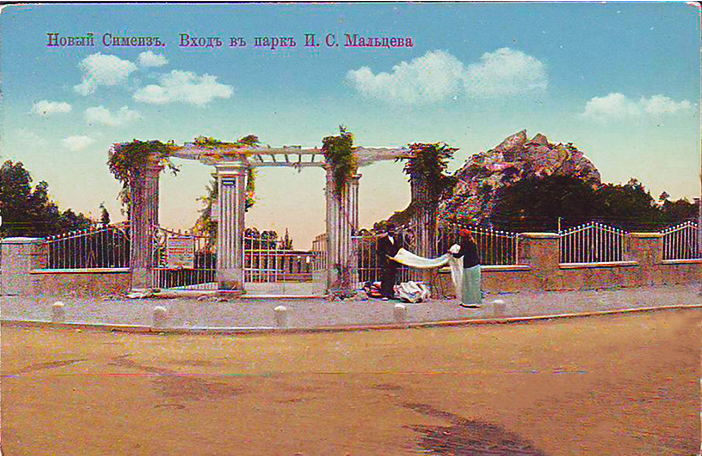
Вход в парк Мальцова, 1913 г.
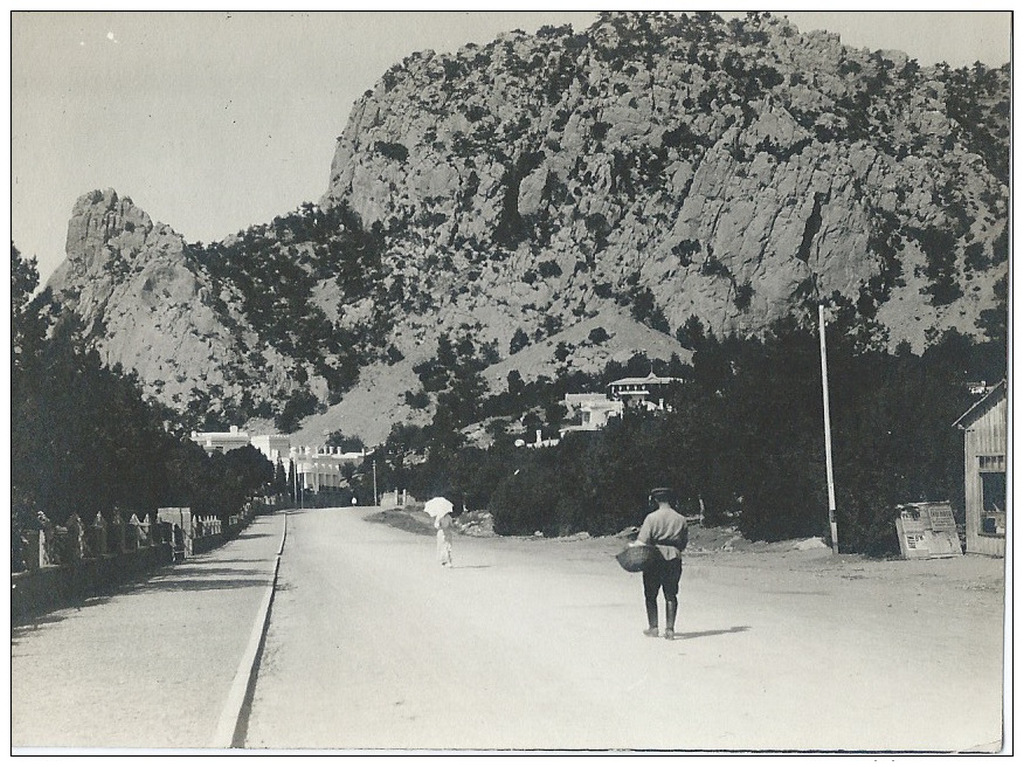
Мальцовский проспект, 1914 г.
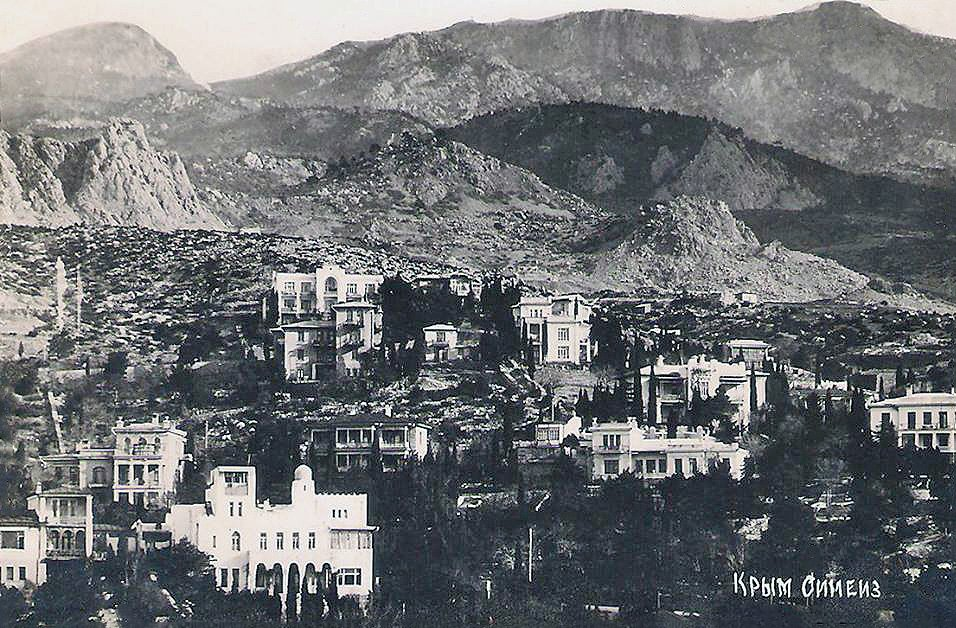
Новый Симеиз, 1922 г.

## После революции
16 декабря 1920 года приказом председателя Революционного комитета Крыма были изъяты «из частного владения как разных ведомств, так и частных лиц все имения Южного берега Крыма в районе от Судака до Севастополя включительно» и передавались в ведение специально созданного Управления Южсовхоза. Всем бывшим солдатам и офицерам, беженцам и чиновникам было предложено явиться на сборные пункты ЧК и зарегистрироваться, что дачевладельцы дисциплинировано исполнили. А за этим последовал красный террор в Ялте: 7 декабря 1920 года Чрезвычайная тройка Крымской ударной группы управления особых отделов ВЧК при РВС Южного и Юго-Западного фронтов вынесла постановление о расстреле 315 владельцев симеизских дач и членов их семей. Из части бывших дач были образованы санатории и дома отдыха, часть передана в жилой фонд. Согласно Списку населённых пунктов Крымской АССР по Всесоюзной переписи 17 декабря 1926 года, в курортном посёлке Симеиз Новый Симеизского сельсовета Ялтинского района, числилось 174 двора, из них 9 крестьянских, население составляло 591 человек, из них 451 русский, 40 украинцев, 31 еврей, 25 татар, 11 поляков, 10 белорусов, 4 латыша, 3 немца, 3 эстонца, 1 грек, 12 записаны в графе «прочие». Вскоре название посёлка из источников исчезает: уже в путеводителе Баранова 1935 года Новый Симеиз не упомянут и в дальнейшем не встречается.